# Johann-Simon-Mayr-Schule
Die Johann-Simon-Mayr-Schule – Staatliche Realschule ist eine staatliche Realschule in Riedenburg. Namensgeber ist der Komponist Johann Simon Mayr (1763–1845). Im Schuljahr 2024/25 besuchen 769 Schüler die Schule (526 Jungen und 243 Mädchen), die von etwa 55 Lehrern und 15 Referendaren unterrichtet werden.

## Geschichte

### Gründung
Die Johann-Simon-Mayr-Schule wurde 1964 gegründet. Träger ist der Landkreis Kelheim. 

### Renovierung
Zum Ende des Schuljahres 2008/2009 wurden Container für das nächste Schuljahr bereitgestellt und nach Abriss des ersten Gebäudeteils an der Schulstraße begannen im Herbst 2009 die Bauarbeiten am Bauabschnitt I. Diese wurden Ende 2010 fertiggestellt und im Januar 2011 konnte die Schulverwaltung sowie elf Klassen die neuen Räume beziehen. Anschließend ging es mit dem Abbruch des Mittelbaus weiter. 2012 wurde der neue Trakt mit Fachräumen, weiteren Klassenzimmern und der Schulaula in Betrieb genommen und die Containeranlage abgebaut.

## Projekte
Im Rahmen des Comenius-Programms wurde das im Jahr 2000 angelaufene und von der EU geförderte Projekt Young Europeans in their Free Time von der Schule koordiniert. Nach dessen Abschluss 2003 war die Schule Gastgeber der Eröffnungsveranstaltung des Comenius-Projektes Water (rivers/canals/seas) – Its impact on our regions, an dem sich Schule von 2003 bis 2006 beteiligte.

## Zweige
Die Schule bietet vier Wahlpflichtfächergruppen an:
- I Mathematischer Zweig
- II Wirtschaftswissenschaftlicher Zweig
- IIIa Französisch
- IIIb Werken